# Bombylius cinerascens
Bombylius cinerascens är en tvåvingeart som beskrevs av Mikan 1796. Bombylius cinerascens ingår i släktet Bombylius och familjen svävflugor. Inga underarter finns listade i Catalogue of Life.